# Галецкий, Анатолий Кузьмич
Анатолий Кузьмич Галецкий (1923—1981) — капитан Советской Армии, участник Великой Отечественной войны, Герой Советского Союза (1943).

## Биография
Анатолий Галецкий родился 3 июля 1923 года в городе Нежин (ныне — Черниговской области Украины) в семье служащего. Окончил девять классов средней школы. В мае 1941 года Галецкий был призван на службу в Рабоче-крестьянскую Красную Армию. С августа того же года — на фронтах Великой Отечественной войны. Участвовал в боях на Юго-Западном, Сталинградском, Центральном, Воронежском фронтах. К октябрю 1943 года гвардии старший лейтенант Анатолий Галецкий командовал дивизионом 206-го гвардейского лёгкого артиллерийского полка 3-й гвардейской лёгкой артиллерийской бригады 1-й гвардейской артиллерийской дивизии прорыва 60-й армии Воронежского фронта. Отличился во время битвы за Днепр.
В начале октября 1943 года Галецкий переправился через Днепр в районе села Медвин Чернобыльского района Киевской области Украинской ССР и корректировал огонь артиллерии полка. Благодаря этому 5 и 6 октября было подбито 10 вражеских танков.
Указом Президиума Верховного Совета СССР от 17 октября 1943 года за «мужество и героизм, проявленные при форсировании Днепра и удержании плацдарма на его правом берегу» гвардии старший лейтенант Анатолий Галецкий был удостоен высокого звания Героя Советского Союза с вручением ордена Ленина и медали «Золотая Звезда» за номером 1903.
В 1949 году Галецкий был уволен в запас. Проживал в Харькове, умер 25 апреля 1981 года.
Был также награждён орденами Красного Знамени, Богдана Хмельницкого 3-й степени и Отечественной войны 1-й степени, а также рядом медалей.